# Kanton Craponne-sur-Arzon
Der Kanton Craponne-sur-Arzon war von 1790 bis 2015 ein französischer Wahlkreis im Arrondissement Le Puy-en-Velay, im Département Haute-Loire und in der Region Auvergne. Vertreter im Generalrat des Départements war zuletzt von 2001 bis 2015 Jean-Pierre Morgat (DVD).

## Geschichte
Der Kanton wurde am 4. März 1790 im Zuge der Einrichtung der Départements als Teil des damaligen "Distrikts Le Puy" gegründet.
Mit der Gründung der Arrondissements am 17. Februar 1800 wurde der Kanton als Teil des damaligen Arrondissements Le Puy neu zugeschnitten.
Siehe auch: Geschichte des Departements Haute-Loire und Geschichte Arrondissement Le Puy-en-Velay.

## Gemeinden
Der Kanton umfasste acht Gemeinden:
| Gemeinde                | Einwohner Jahr | Fläche km² | Bevölkerungsdichte | Code INSEE | Postleitzahl |
| ----------------------- | -------------- | ---------- | ------------------ | ---------- | ------------ |
| Beaune-sur-Arzon        | 227 (2013)     | 14,38      | 16 Einw./km²       | 43023      | 43500        |
| Chomelix                | 486 (2013)     | 26,47      | 18 Einw./km²       | 43071      | 43500        |
| Craponne-sur-Arzon      | 2192 (2013)    | 33,37      | 66 Einw./km²       | 43080      | 43500        |
| Jullianges              | 463 (2013)     | 18,44      | 25 Einw./km²       | 43108      | 43500        |
| Saint-Georges-Lagricol  | 516 (2013)     | 19,17      | 27 Einw./km²       | 43189      | 43500        |
| Saint-Jean-d’Aubrigoux  | 189 (2013)     | 17,8       | 11 Einw./km²       | 43196      | 43500        |
| Saint-Julien-d’Ance     | 245 (2013)     | 17,82      | 14 Einw./km²       | 43201      | 43500        |
| Saint-Victor-sur-Arlanc | 90 (2013)      | 11,88      | 8 Einw./km²        | 43228      | 43500        |